# گیزلا فارکاش
گیزلا فارکاش (انگلیسی: Gizella Farkas؛ ۱۹۲۵ – ۱۹۹۶) یک بازیکن تنیس روی میز اهل مجارستان بود.
وی در مسابقات کشوری و بین‌المللی در مجموع برنده ۱۲ مدال طلا، ۹ مدال نقره، ۱۰ مدال برنز شده‌است.